# Kyrkovalet i Svenska kyrkan 2017
Kyrkovalet i Svenska kyrkan 2017 var ett val i Svenska kyrkan som genomfördes den 17 september 2017.
Vid kyrkoval i Svenska kyrkan får alla som är medlemmar i Svenska kyrkan rösta såvida de, senast på valdagen, fyllt 16 år. I kyrkovalet röstar man på nomineringsgrupper. Valet gäller vilka som ska styra Svenska kyrkan lokalt (församling eller pastorat), regionalt (stift) och på nationell nivå (kyrkomötet).

## Slutgiltigt valresultat
Valdeltagandet blev 19,08 % vilket var det högsta valdeltagandet i procent sedan 1934 och det högsta någonsin i antalet röster.
| Nomineringsgrupp | Nomineringsgrupp                        | Röstfördelning | Röstfördelning | Röstfördelning | Mandatfördelning | Mandatfördelning |
| Nomineringsgrupp | Nomineringsgrupp                        | Antal          | %              | +/−            | Antal            | +/−              |
| ---------------- | --------------------------------------- | -------------- | -------------- | -------------- | ---------------- | ---------------- |
|                  | Arbetarepartiet-Socialdemokraterna      | 293 795        | 30,34          | +0,97          | 76               | +3               |
|                  | Partipolitiskt obundna i Svenska kyrkan | 165 171        | 17,06          | +1,80          | 43               | +5               |
|                  | Centerpartiet                           | 132 594        | 13,69          | +1.79          | 34               | +4               |
|                  | Sverigedemokraterna                     | 89 819         | 9,27           | +3,30          | 24               | +9               |
|                  | Borgerligt alternativ                   | 85 216         | 8,80           | -3,77          | 22               | -9               |
|                  | Öppen kyrka – en kyrka för alla         | 42 777         | 4,42           | -0,21          | 11               | +/-0             |
|                  | Frimodig kyrka                          | 38 440         | 3,97           | -0,79          | 10               | -2               |
|                  | Vänstern i Svenska kyrkan               | 36 365         | 3,75           | +1,39          | 9                | +3               |
|                  | Kristdemokraterna i Svenska kyrkan      | 28 730         | 2,97           | -1,79          | 7                | -5               |
|                  | Fria liberaler i Svenska kyrkan         | 28 519         | 2,94           | -0,35          | 7                | -1               |
|                  | Miljöpartister i Svenska kyrkan         | 23 008         | 2,38           | -2,31          | 6                | -6               |
|                  | Gröna kristna                           | 1 598          | 0,17           | +0,17          | 0                | +/-0             |
|                  | Kyrklig samverkan i Visby stift         | 1 202          | 0,12           | -0,06          | 0                | +/-0             |
|                  | Vägen                                   | 762            | 0,08           | +0,08          | 0                | +/-0             |
|                  | Trygghetspartiet i Svenska kyrkan       | 377            | 0,04           | -0,18          | 0                | +/-0             |
|                  | Ogiltiga röster                         | 16 227         |                |                |                  |                  |
| Totalt           | Totalt                                  | 984 680        | 100,00         | +/-0           | 251*             | +/-0             |

* Av 251 kyrkomötesmandat är 2 reserverade för utlandsvalkretsen.